# Monte Yamantau
El Yamantau es un monte perteneciente a los Montes Urales, ubicado en el distrito de Beloretsky, República de Baskortostán, Rusia. Con 1 640 metros es la montaña más alta de los Urales del Sur, y se encuentra dentro de la Reserva natural de los Urales del Sur.
El sitio logró notoriedad cuando en Estados Unidos se generó el rumor de la existencia de un extenso complejo secreto de búnkeres construido presuntamente por las fuerzas armadas rusas en su interior, similar al Complejo Montañoso de Cheyenne.

## Descripción
El nombre de la montaña deriva del término "Yaman Tau" (Яман тау), traducido como "montaña maligna" o "montaña malvada" en el idioma local baskir.
En los Estados Unidos empezó a surgir el rumor de la existencia de una gran instalación nuclear secreta o búnker en el interior de la montaña. Grandes proyectos de excavación fueron observados mediante imágenes satelitales estadounidenses después de la caída de la Unión Soviética y durante el gobierno de Boris Yeltsin. En la era soviética se construyeron en el sitio dos guarniciones militares, Beloretsk-15 y Beloretsk-16, y posiblemente una tercera, Alkino-2.
Respondiendo a las constantes preguntas sobre Yamantau en 1996, el Ministerio de Defensa ruso declaró: "En el Ministerio de Defensa de Rusia no existe la práctica de informar a los medios de comunicación extranjeros sobre las instalaciones, sean cuales sean, que se están construyendo en interés del fortalecimiento de la seguridad nacional". En 1997, una conclusión del Congreso de los Estados Unidos, relacionada con la Ley de autorización de la defensa nacional del país para 1998, declaró que la Federación de Rusia mantenía una "política de engaño y negación" sobre el complejo montañoso después de que funcionarios estadounidenses hubiesen ofrecido visitas al Complejo Montañoso Cheyenne a diplomáticos rusos, lo cual, según la conclusión, "no parece ser coherente con la reducción de las amenazas estratégicas, la apertura y la cooperación que constituyen la base de la asociación estratégica posterior a la guerra fría entre los Estados Unidos y Rusia".

## En la cultura popular
El monte Yamantau es el escenario de un nivel en el videojuego de 2010 Call of Duty: Black Ops y es un punto importante de la trama del videojuego de 2019 Metro Exodus.